# Edward Lorenz (prawnik)
Edward Gwido(n) Lorenz, także jako Lorentz (ur. 12 września 1874 w Przemyślu, zm. 26 listopada 1930 w Warszawie) – polski prawnik, sędzia, fotografik, działacz społeczny.

## Życiorys
Urodził się 12 września 1874 w Przemyślu. W 1892 zdał egzamin dojrzałości w C. K. IV Gimnazjum we Lwowie. Ukończył studia prawa na Wydziale Prawa Uniwersytetu Jana Kazimierza we Lwowie. Wstąpił do służby w sądownictwie Austro-Węgier w ramach zaboru austriackiego i autonomii galicyjskiej. Pracował jako sędzia powiatowy w Dolinie. Później był substytutem prokuratorii od 1907, prokuratorem, a następnie sędzią i od 1912 radcą w sądzie obwodowym w Przemyślu.
Po wybuchu I wojny światowej wyjechał z Przemyśla, po czym był sędzią w oddziale karnym przemyskiego sądu w Budziejowicach do jesieni 1915. Od końca 1915 pracował jako sędzia sądownictwa austriackiego w Radomiu, potem przez 1,5 roku w sądzie apelacyjnym w Lublinie, powołany w gronie sędziów galicyjskich do składu sądu apelacyjnego w Lublinie. Od 1917 do końca 1918 sprawował stanowisko królewsko-polskiego podprokuratora przy Sądzie Apelacyjnym w Warszawie. U kresu wojny, po odejściu ze służby okupacyjnej, powrócił do Przemyśla pod koniec 1918. Tam został wybrany na członka Rady Narodowej i Rady Miejskiej w Przemyślu. Po odzyskaniu przez Polskę niepodległości wstąpił do służby II Rzeczypospolitej. Pełnił funkcję przewodniczącego Okręgowej Komisji Wyborczej w Przemyślu podczas wyborów parlamentarnych w 1919. Działał w Kole Związku Ludowo-Narodowego w Przemyślu. Publikował w przemyskich czasopismach „Echo Przemyskie” (korespondencyjnie podczas wojny, używając pseudonimu „Ziemowit”) oraz „Ziemia Przemyska” (po 1918). Podczas wyborów parlamentarnych w 1922 pracował w służbie prokuratorskiej Ministerstwa Sprawiedliwości. 7 grudnia 1922 ze stanowiska sędziego Sądu Okręgowego w Przemyślu został mianowany przez Naczelnika Państwa sędzią Sądu Najwyższego z dniem 1 stycznia 1923.
Działał społecznie. W Dolinie działał w Towarzystwie Szkoły Ludowej, Kole Dramatycznym oraz gniazda Polskim Towarzystwie Gimnastycznym „Sokół”, którego został prezesem honorowego. W Przemyślu był członkiem od 1910, prezesem i honorowym członkiem Polskiego Towarzystwa Dramatycznego im. Aleksandra Fredry i Towarzystwa Muzycznego w Przemyślu. Pełnił funkcję prezesa Klubu Urzędników Państwowych w Warszawie. Hobbystycznie zajmował się fotografią. Był prezesem Polskiego Towarzystwa Miłośników Fotografii w Warszawie. Ponadto rozwijał zainteresowania muzyczne tworząc opracowania w tej dziedzinie.
W 1929 przeszedł na emeryturę. Zmarł 26 listopada 1930 w Warszawie. Był żonaty.

## Ordery i odznaczenia
- Krzyż Komandorski Orderu Odrodzenia Polski (2 maja 1923)[8][9]
- Gwiazda Przemyśla